# Wybory prezydenckie na Sri Lance w 2015 roku

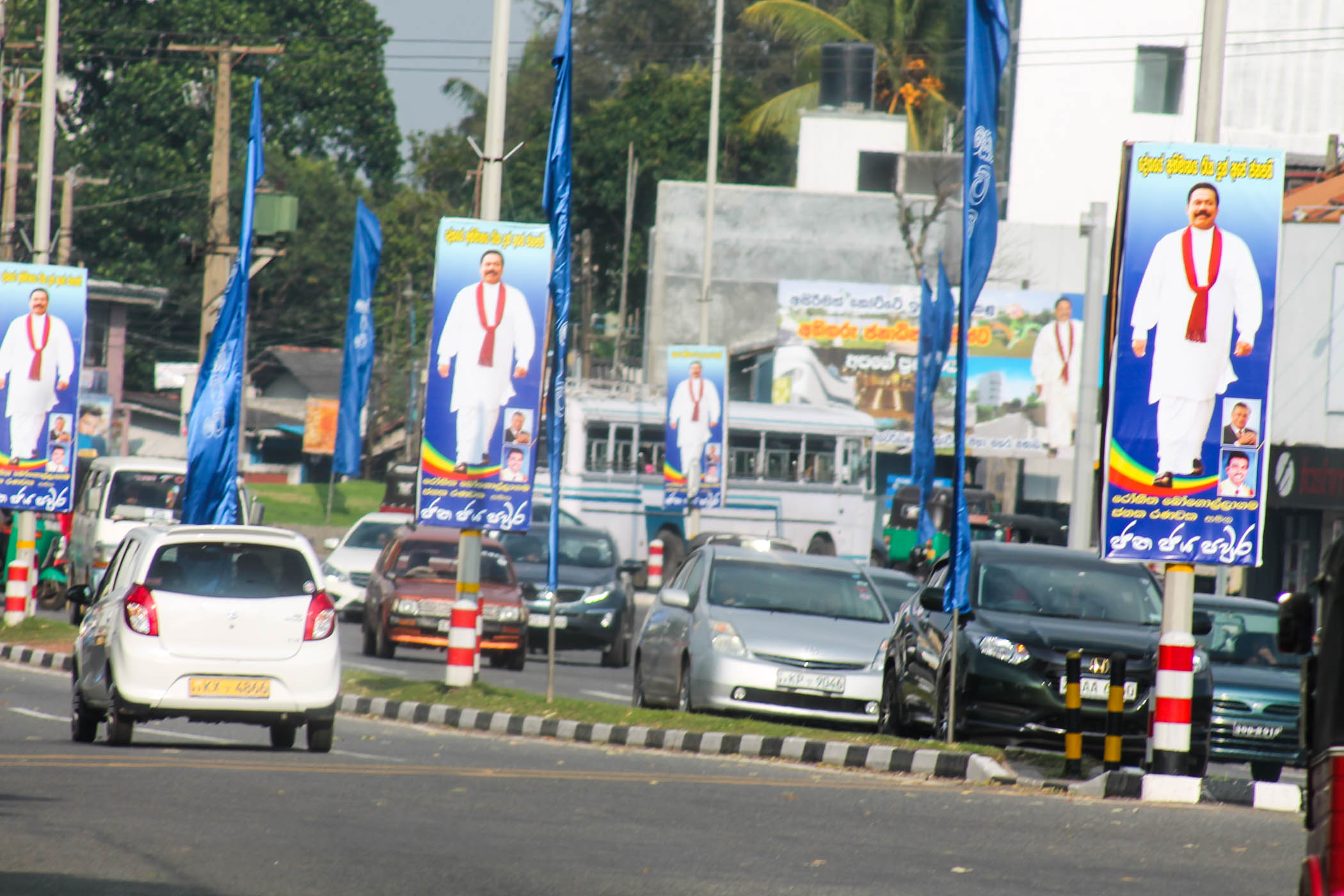
Plakaty wyborcze urzędującego prezydenta Mahindy Rajapaksy

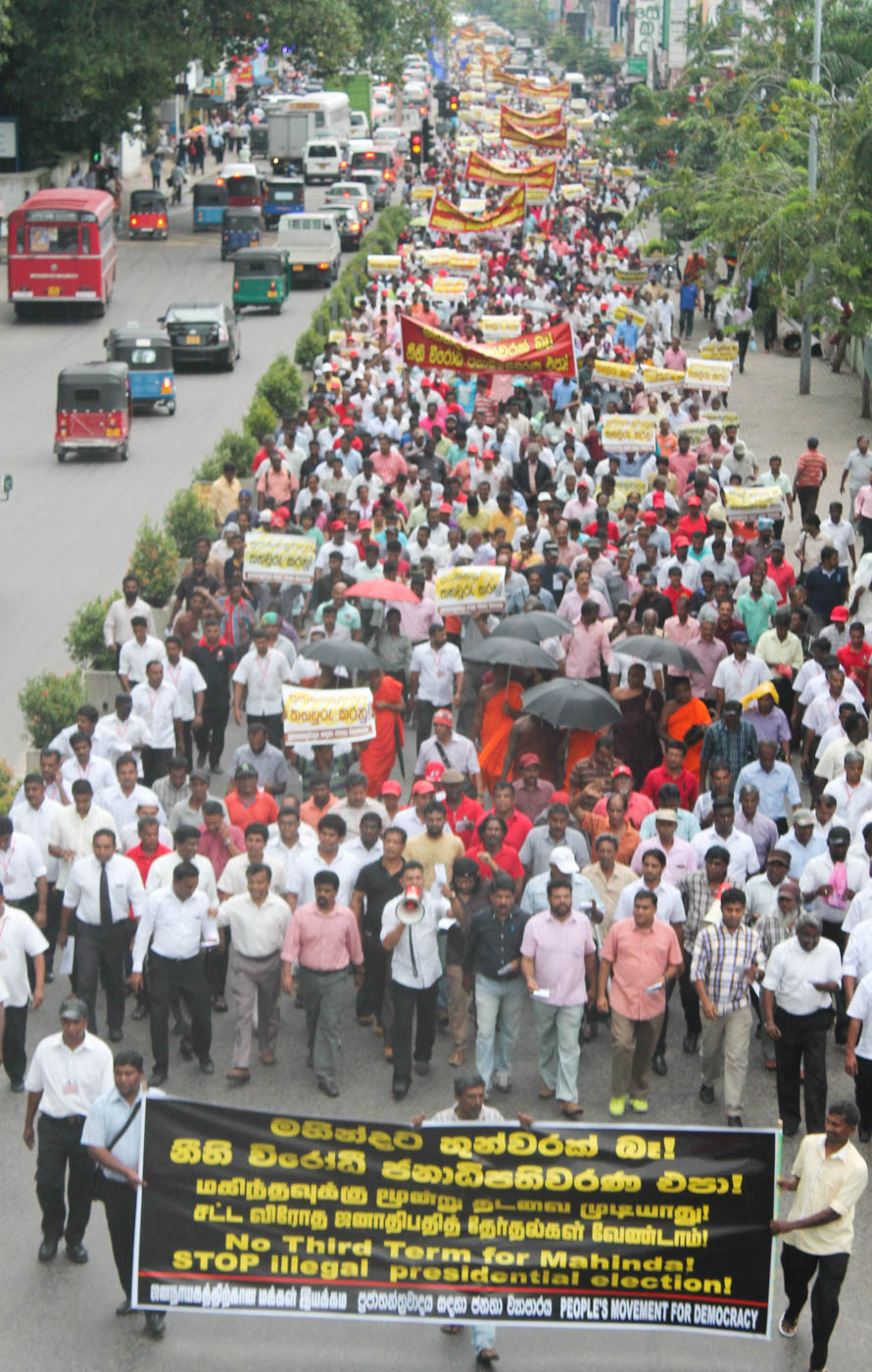
Protest przeciwko kandydowaniu przez Rajapaksę na trzecią kadencję, Kolombo, 18 grudnia 2014

Wcześniejsze wybory prezydenckie na Sri Lance w 2015 roku odbyły się 8 stycznia 2015.

## Kandydaci

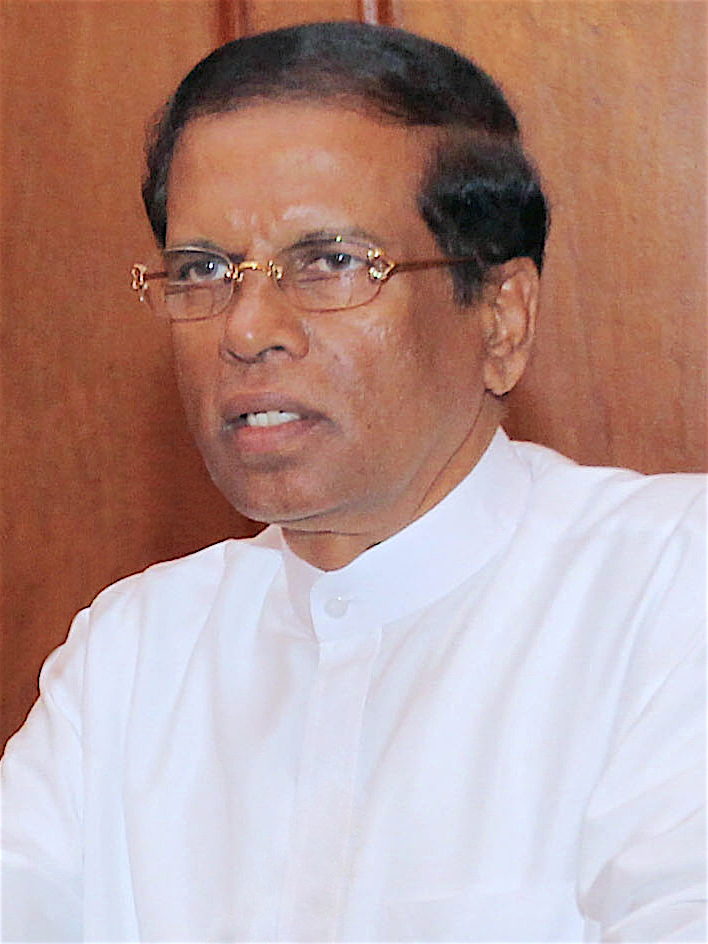
Maithripala Sirisena

W wyborach brało udział 19 kandydatów, których nominacje zostały zaakceptowane 8 grudnia 2014 przez komisarza wyborczego.
Urzędujący prezydent Mahinda Rajapaksa (Zjednoczony Ludowy Sojusz Wolności) ubiegał się o trzecią kadencję. Umożliwiiło mu to wprowadzona we wrześniu 2010 osiemnasta poprawka do lankijskiej konstytucji, pozwalająca na pełnienie funkcji prezydenta przez nieograniczoną liczbę kadencji. Według Rajapaksy jego prezydentura zapewniała krajowi stabilność potrzebną po ćwierć wieku wojny domowej.
Głównym kandydatem opozycji był Maithripala Sirisena (Zjednoczony Front Narodowy), który do listopada 2014 pełnił funkcję ministra zdrowia w gabinecie Rajapaksy. Sirisena skrytykował osiemnastą poprawkę do konstytucji i zapowiedział zniesienie funkcji prezydenta w obecnym kształcie, gdy prezydent jest zarazem głową państwa i szefem rządu, i powrót do rządów kierowanych przez premierów.

## System wyborczy
W wyborach prezydenckich na Sri Lance obowiązuje ordynacja preferencyjna. Głosujący mogą wskazać do trzech kandydatów w preferowanej przez siebie kolejności. Jeśli żaden kandydat nie uzyska większości w pierwszym liczeniu, głosy wyeliminowanych kandydatów przechodzą na następnego wskazanego kandydata na liście.